# Diego Durán
Pour les articles homonymes, voir Duran.
Diego Durán (Séville, Espagne vers 1537 — 1588) est un missionnaire dominicain et historien espagnol ayant vécu en Nouvelle-Espagne.

## Biographie
Né en Espagne dans une famille de conversos, il quitte l'Europe pour le Mexique vers l'âge de cinq ou six ans. Il entre dans l'ordre des dominicains en 1556. Il réside à Mexico, Chimalhuacan Atenco et à Hueyapan. Connaissant parfaitement le nahuatl, il travaille à l'évangélisation des Indiens. Convaincu que, pour extirper l'idolâtrie, il fallait bien la connaître, il s'attache à étudier les cultures indigènes et son œuvre constitue, avec celle de Bernardino de Sahagún, une des sources irremplacables pour la connaissance de la Mésoamérique à la veille de la conquête espagnole. De 1576 à 1581, il rédige son livre le plus connu : Histoire des Indes de Nouvelle Espagne et des Îles de la Terre Ferme, aussi nommé Codex Durán, dont les deux premières parties traitent de la religion des Aztèques et le troisième de leur histoire. Il s'agit d'un des premiers ouvrages occidentaux sur ce sujet ; selon une hypothèse de Robert Barlow largement reprise par les mésoaméricanistes, ce travail aurait été l'adaptation d'une chronique indigène antérieure, inconnue, que Barlow a dénommé la Chronique X. Dans son Historia de Ios Indios (1579), il dessine des scènes de l'histoire aztèque.